# GDDR

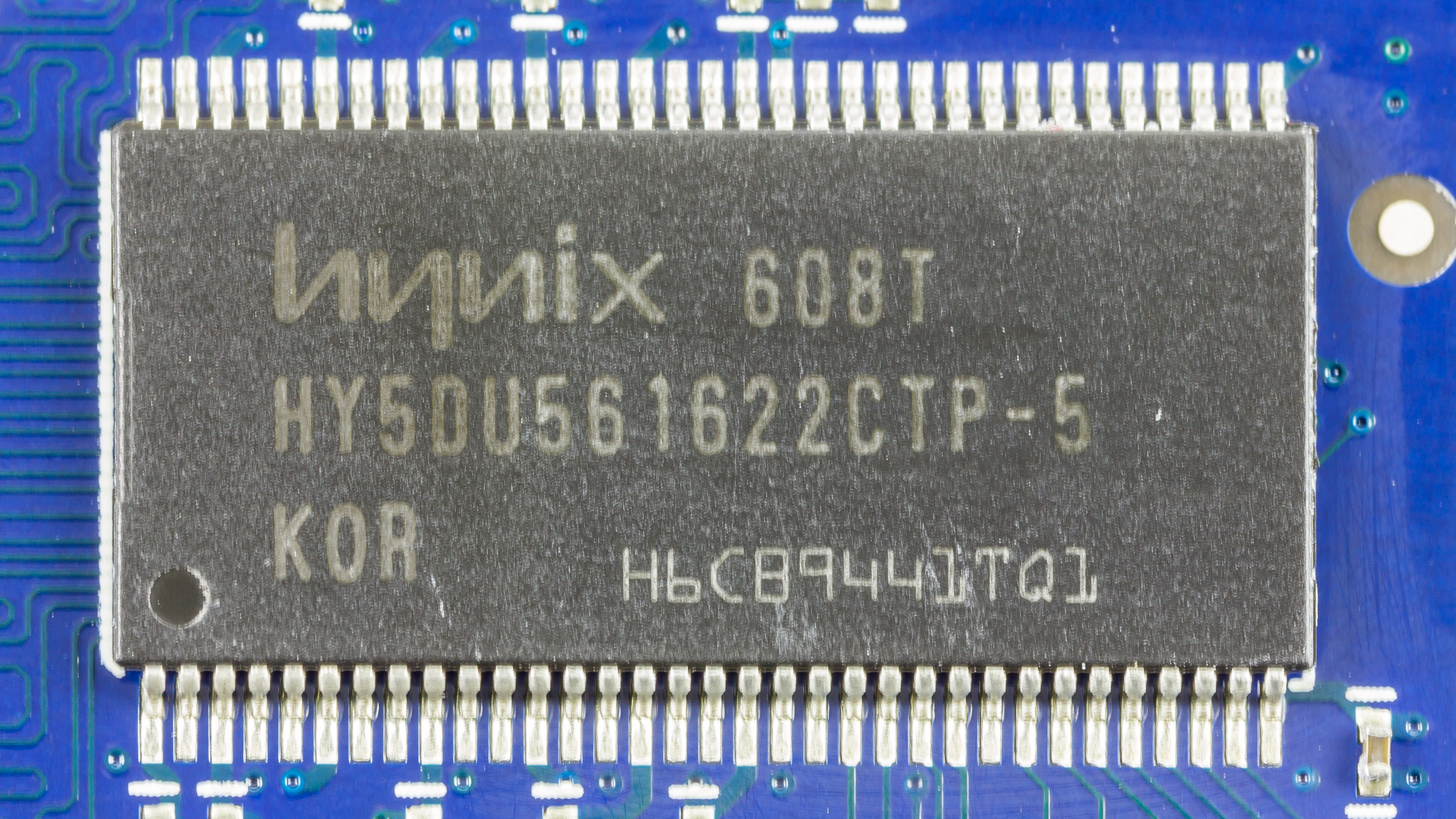
Hynix 256M GDDR SDRAM

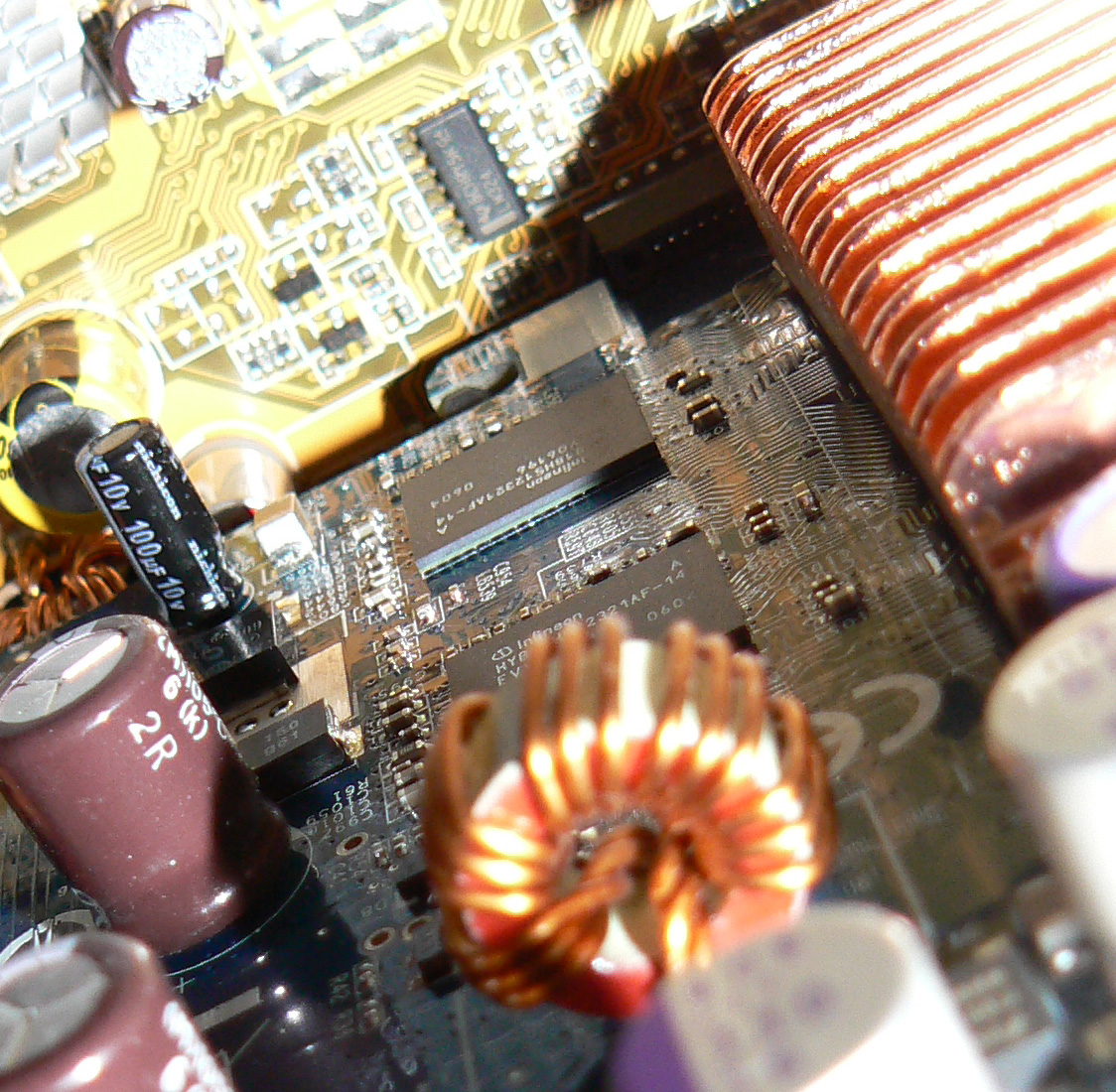
Due chip GDDR3 su una GeForce 7600 GT

In informatica ed elettronica una GDDR, nota anche come Graphics DDR SDRAM (acronimo dell'inglese Graphics Double Data Rate Synchronous Dynamic Random Access Memory, lett. "memoria grafica dinamica ad accesso casuale sincrona a doppia velocità") è un tipo di RAM specifica per schede grafiche basata sulla tecnologia Double Data Rate che ha sostituito la VRAM (Video RAM) ed è attualmente alla sua sesta generazione (GDDR6). Essa viene utilizzata dalla scheda video per memorizzare temporaneamente informazioni necessarie al rendering della scena, come, ad esempio, le texture per evitare di doverle memorizzare nella memoria centrale di sistema, operazione che richiede molto più tempo. La caratteristica principalmente richiesta nelle memorie video è infatti la velocità, che deve essere sufficientemente elevata da seguire le elaborazioni della GPU.
I chip di memoria sono generalmente disposti a "L" o a semicerchio attorno al processore grafico e collegate con un bus con ampiezza che dipende dal modello di scheda, ma che può arrivare fino a 512bit.

## Generazioni

### DDR SGRAM
GDDR era inizialmente noto come DDR SGRAM (RAM grafica sincrona a doppia velocità di trasmissione dati). È stato introdotto commercialmente come chip di memoria da 16 Mb da Samsung Electronics nel 1998.

### GDDR2
La prima implementazione delle memorie GDDR2 è stata sviluppata da Samsung e introdotta nel luglio 2002. Il primo prodotto commerciale a utilizzare la tecnologia "DDR2" è stata la scheda grafica NVIDIA GeForce FX 5800. Tuttavia, questa memoria GDDR2 utilizzata sulle schede grafiche non è DDR2 di per sé, ma piuttosto una specie di transizione dalle DDR alle DDR2. L'uso di "DDR2" per riferirsi a GDDR2 è un termine colloquiale improprio. In particolare, manca il raddoppio della frequenza di clock I/O per migliorare le prestazioni e presentavano diversi difetti, come un eccessivo surriscaldamento a causa delle tensioni nominali DDR.

### GDDR3
La memoria GDDR3 è un tipo di memoria grafica specificata dallo standard JEDEC Semiconductor Memory, successore del GDDR2 e le cui specifiche sono state elaborate da ATI Technologies, ma sono state adottate per la prima volta da NVIDIA nella scheda GeForce FX 5700 Ultra e in seguito nella GeForce 6800 Ultra. ATI ha iniziato a utilizzare memorie GDDR3 a partire dalla serie Radeon X800.
Le caratteristiche delle GDDR3 sono del tutto simili a quelle delle DDR2, sebbene presentino un consumo e un surriscaldamento ridotto, permettendo maggiori velocità di funzionamento e sistemi di raffreddamento più semplici. Queste memorie utilizzano dei terminatori interni, che consentono di gestire meglio le informazioni necessarie all'elaborazione grafica e trasferiscono 4 bit di dati per pin in 2 cicli di clock.
Queste memorie per schede video sono state scelte anche per le 3 principali console di settima generazione, Nintendo Wii, Sony PlayStation 3 e Microsoft Xbox 360.

### GDDR4
La memoria GDDR4 è un tipo di memoria grafica specificata dallo standard JEDEC Semiconductor Memory, successore del GDDR3. Le novità del standard riguardano l'introduzione di 2 nuove tecnologie, Data Bus Inversion (DBI) e Multi-Preamble, per ridurre i tempi di latenza, un prefetch di 8 bit contro i 4 delle GDDR3 e la possibilità di avere fino a 8 banchi di memoria. Per ottenere la stessa larghezza di banda delle GDDR3, la frequenza di funzionamento del core GDDR4 funziona alla metà delle prestazioni di un core GDDR3 con la stessa larghezza di banda nominale e il voltaggio è stato ridotto a 1,5 V.
Inoltre GDDR4 espande il buffer di I/O del chip a 8 bit per due cicli, consentendo una maggiore larghezza di banda sostenuta durante la trasmissione burst, ma a scapito di una latenza CAS (CL) significativamente aumentata, determinata principalmente dal doppio numero ridotto di pin di indirizzo/comando e dalle celle DRAM half-clocked, rispetto a GDDR3. Il numero di pin di indirizzamento è stato ridotto alla metà di quello del core GDDR3 e sono stati utilizzati per l'alimentazione e la terra, il che aumenta anche la latenza. Un altro vantaggio della GDDR4 è l'efficienza energetica: con una velocità di 2,4 Gbit/s, utilizza il 45% di energia in meno rispetto ai chip GDDR3 con una velocità di 2,0 Gbit/s.
Le memorie GDDR4 sono state utilizzate nelle schede ATi Radeon X1950, nelle HD2600/2900 XT, nelle HD3870, nelle HD4670 e nella HD4850 di PowerColor, mentre non sono state utilizzate da NVIDIA per le sue schede di ultima generazione della serie GeForce 8/9 e GTX200.

### GDDR5
La memoria GDDR5 è un tipo di memoria grafica specificata dallo standard JEDEC Semiconductor Memory, successore del GDDR4 e apparso sul mercato con la serie ATI HD4000. Inoltre sono stati prodotti i primi esemplari di chip da Qimonda, Samsung e Hynix.
L'obiettivo di questo formato è di garantire un transfer rate molto elevato (per i chip Samsung è di 24 Gbit/s), contemporaneamente a un risparmio energetico maggiore del 20% rispetto a GDDR4 con la riduzione della tensione operativa a 1,5 V.
Le GDDR5 usano un prefetch a 8 bit, come le GDDR4, ma offrono alcune innovazioni; prima di tutto, le GDDR5 usano 2 frequenze di clock, CK e WCK (la seconda lavora a frequenza doppia rispetto alla prima). I comandi sono trasferiti in modalità "SDR", ovvero "single data rate" (quindi con trasferimento dei dati sul solo fronte di salita del clock), alla frequenza CK; gli indirizzi sono trasferiti in DDR alla frequenza CK; i dati sono trasferiti in DDR alla frequenza WCK. Tale approccio è stato introdotto in quanto riduce i problemi legati alla qualità del segnale durante la trasmissione dei comandi e degli indirizzi, mentre accede a una frequenza superiore per la trasmissione dati. Sfortunatamente, frequenze superiori corrispondono a una maggior probabilità di errori, e si è quindi reso necessario un meccanismo di rilevazione di tali errori, al fine di garantire l'integrità dei dati trasmessi.

### GDDR5X
La memoria GDDR5X è un tipo di memoria grafica specificata dallo standard JEDEC Semiconductor Memory, proposta come miglioria del GDDR5. Presenta una larghezza di banda doppia rispetto alla GDDR5 (da 256bit a 512bit) e una frequenza di clock maggiore.

### GDDR6
La memoria GDDR6 è un tipo di memoria grafica specificata dallo standard JEDEC Semiconductor Memory, successore del GDDR5X e sviluppata nel luglio 2017, offre una larghezza di banda per pin fino a 16 Gbit/s con un voltaggio operativo minore (1,35 Volt)e aumentando le prestazioni e diminuendo il consumo energetico rispetto a GDDR5X.

### GDDR6X
La memoria GDDR6X è un tipo di memoria grafica specificata dallo standard JEDEC Semiconductor Memory, proposta come miglioria del GDDR6 e sono state introdotte per la prima volta nella Geforce 30 series di NVIDIA, le GDDR6X sviluppate da Micron offrono una maggiore larghezza di banda per pin tra 19 e 21 Gbit/s con la modulazione PAM4 (modulazione di ampiezza dell'impulso a 4 livelli), consentendo la trasmissione di due bit per simbolo e sostituendo la precedente codifica NRZ (Non-return-to-zero, PAM2) che forniva solo un bit per simbolo, limitando così la larghezza di banda per pin di GDDR6 a 16 Gbit/s. La segnalazione PAM4 non è nuova, ma costa di più da implementare, in parte perché richiede più spazio nei chip ed è più soggetta a problemi di rapporto segnale/rumore (SNR). GDDR6X consuma il 15% in meno di energia per bit trasferito rispetto a GDDR6, ma il consumo energetico complessivo è maggiore poiché GDDR6X è più veloce di GDDR6. In media, PAM4 consuma meno energia e utilizza meno pin rispetto alla segnalazione differenziale, pur essendo più veloce di NRZ. Si ritiene che GDDR6X sia più economica della memoria ad alta larghezza di banda.

### GDDR7
La memoria GDDR7 è un tipo di memoria grafica specificata dallo standard JEDEC Semiconductor Memory, successore del GDDR6X, presentata da Samsung al Samsung Tech Day 2022, in grado di fornire fino a 36 GT/s. Samsung ha poi annunciato due mesi dopo che avrebbe utilizzato la segnalazione PAM-3 per ottenere la massima velocità di trasferimento. Il 5 marzo 2024, JEDEC ha pubblicato ufficialmente lo standard di memoria grafica GDDR7. Le memorie GDDR7 hanno introdotto la modulazione PAM3 (modulazione di ampiezza dell'impulso a 3 livelli) al posto di NRZ (Non-return-to-zero, PAM2). PAM-3 è il 20% più efficiente dal punto di vista energetico rispetto a NRZ con una larghezza di banda maggiore e ha requisiti di apparecchiature inferiori rispetto a PAM-4, il che lo rende più economico. PAM-3 utilizza 1,58 bit per ciclo, mentre NRZ utilizza solo 1 bit per ciclo.